# Дубові насадження (пам'ятка природи)

Дубо́ві наса́дження — комплексна пам'ятка природи місцевого значення. Розташована у Великоновосілківському районі Донецької області.
Статус пам'ятки природи присвоєно рішенням Донецької обласної виконкому № 310 від 21 червня 1972 року. Площа пам'ятки природи — 5,2 га.
Являє собою дубові насадження штучного походження, вік яких перевищує шістдесят років.
З об'єктом «Дубові насадження» працюють Великоанадольський держлісгосп і Майорське лісництво.